# Мідний
Мідний (рос. Медный) — селище у складі Єкатеринбурзького міського округу Свердловської області.
Населення — 352 особи (2010, 475 у 2002).
Національний склад станом на 2002 рік: росіяни — 85 %.